# Namex

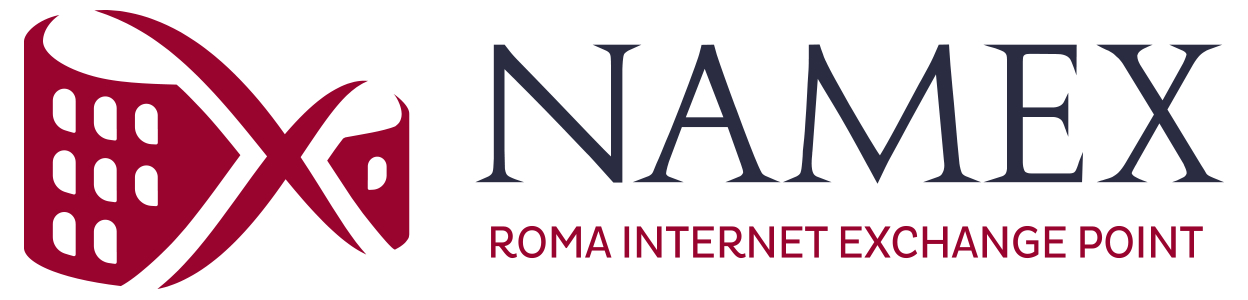
Logo di Namex

Il NAutilus MEditerranean eXchange point (Namex) è il più importante Internet Exchange Point del centro-sud Italia.

## Storia
Namex è stato fondato nel 1995 con il nome di NAP Roma con sede nei sotterranei del dipartimento di fisica dell’Università La Sapienza. L'adesione al progetto era su base volontaria a cui non corrispondeva ancora un'entità legale autonoma.
Nel 2000 gli apparati sono stati spostati nell'attuale sede di Via dei Tizii presso Cineca.
Nel 2001 l'IXP assume l'entità di un consorzio non profit e neutrale tra operatori assumendo l'attuale denominazione: Namex.
Nel 2003 Namex ha installato il primo root name server italiano.
Il consorzio progressivamente ha aperto le sue porte a un numero sempre maggiore di operatori, inizialmente limitato da criteri stringenti, specialmente a partire dal 2004, anno nel quale è venuta meno la regola che consentiva l'adesione solo agli operatori di connettività, permettendo l'ingresso dei provider di servizi e contenuti.
Nel 2022 viene inaugurato il primo degli IXP Edge di Namex, nella città di Bari. L'anno seguente entra in servizio il POP di Napoli sito presso l'Università degli Studi di Napoli "Parthenope".

## Organizzazione e attività
Il Namex è organizzato in forma di consorzio non profit fra gli operatori afferenti. Il Consorzio è dotato del suo personale tecnico che fornisce supporto ai membri.
La sede legale ed i suoi uffici sono situati fisicamente a Roma in zona San Lorenzo. È presente a Roma in 5 datacenter, a Bari e a Napoli.  A luglio 2024 conta 240 afferenti interconnessi in fibra ottica agli switch di centro-stella.
Namex Intrattiene una partnership operativa con ANIX, Internet Exchange Point albanese con sede a Tirana.
Il Namex organizza a cadenza annuale un convegno sui temi di attualità dell'Internet Italiana e sull'interconnessione tra operatori Internet. L'ultimo meeting, tenutosi a Napoli il 4 Giugno 2024 presso il Museo nazionale ferroviario di Pietrarsa, è stato incentrato sul tema delle Nuove Frontiere di internet da un punto di vista tecnologico, regolatorio e non solo, ed ha visto la partecipazione di 544 persone in rappresentanza di 215 aziende del settore Internet.

## Operatori interconnessi
Presso Namex a luglio 2024 sono presenti 240 reti corrispondenti a centinaia di operatori, sia di contenuti che di accesso, sia nazionali che internazionali, incluse reti di trasporto Tier 1 e Tier 2.
La lista aggiornata degli operatori interconnessi è disponibile sul sito web di Namex.